# Willem ten Rhijne
Willem ten Rhijne (Deventer, 1647 – Giacarta, 1º giugno 1700) è stato un botanico e medico olandese.
Nell'estate del 1674 fu inviato sul posto commerciale Dejima in Giappone. 
Nell'autunno del 1676 tornò a Batavia dove continuò a prestare servizio come medico. Nel 1683 pubblicò un libro dal titolo "Dissertatio de Arthritide: Mantissa Schematica: De Acupunctura: Et Orationes Tres". Il suo trattato sull'arte che chiamò acupunctura fu il primo studio dettagliato occidentale su questa materia. Scrisse un racconto Capo di Buona Speranza e degli Ottentotti, che descrisse la vita dei Khoikhoi (allora Ottentotti) durante i primi giorni dell'insediamento olandese nel Capo e un libro pionieristico sulla lebbra in Asia (in olandese: Asiatise Melaatsheid) e un trattato sul tè che è stato pubblicato da Jakob Breyne.

## Opere
- Disputatio medica de dolore intestinorum a flatu […] publicae medicorum disquisitioni subjicit Wilhelmus ten Rhyne […] Præs. F. de le Boe Sylvio. Lugduni Batavorum: apud viduam & haeredes Joannis Elsevirii, 1668
- Exercitatio physiologica in celebrem Hippocratis textum de vet. med. Quam […] sub praesidio […] Francisci de le Boe Sylvii […] publico medicorum examini submittit Wilhelmus ten Rhyne […] ad diem [  ] Iunii, loco horisque solitis, ante mer. Lugduni Batavorum: apud viduam & haeredes Johannis Elsevirii, 1669.
- Meditationes in magni Hippocratis textum XXIV de veteri medicina quibus traduntur brevis pneumatologia, succincta phytologia, intercalaris chymología &c.; cum additamento & variis hinc inde laciniis de salvium &c. Lugduni Batavorum: apud Johannem à Schuylenburgh, 1672.
- Wilhelmi ten Rhyne Medici, Botanici & Chymici quondam Magni Imperatoris Japonicæ, nunc verò Medicinæ & Anatomiæ Professoris in Batavia Emporio Indiæ Orientalis celeberrimo Excerpta ex observationibus suis Japonicis Physicis &c. de Fructice Thee. Cui accedit Fasciculus Rariorum Plantarum ab eodem D.D. ten Rhyne In Promontorio Bonæ Speï et Saldanhâ Sinu Anno MDCLXXIII. collectarum, atque demum ex Indiâ Anno MDCLXXVII. in Europam ad Jacobus Breynium, Gedanensem transmissarum. In: Jacobi Breynii Gedanensis Icones Exoticarum aliarumque Minus Cognitarum Plantarum in Centuria Prima descriptarum Plantae Exoticae. Gedani: Rhetius, 1678 (pp. [VII] – XXV)
- Wilhelmi ten Rhyne M.D. &c. Transisalano-Daventriensis Dissertatio de Arthritide: Mantissa Schematica: De Acupunctura: Et Orationes Tres. I. De Chymiae ac Botaniae antiquitate & dignitage: II. De Psysiognomia: III. De Monstris. Singula ipsius Authoris notis illustrata. Londini: imp. R. Chiswell ad insigne Rosae Corona, 1683.
- Schediasma de promontorio bonae spei eiusque tractus incolis Hottentottis Wilhelmi ten Rhyne Schediasma de promontorio bonae spei eiusque ejusqve tractus incolis Hottentottis accurante, brevesque notas addente Henr. Screta S. a Zavorziz. Scafusii: Meister, 1686. (English trans.: An Account of the Cape of Good Hope and the Hottentotes, the Natives of that Country, 1704)
- Verhandelinge van de Asiatise Melaatsheid na een naaukeuriger ondersoek ten dienste van het gemeen. Amsterdam 1687